# Halicine
Ne doit pas être confondu avec Allicine.
L'halicine (SU-3327) est un composé chimique qui agit comme un inhibiteur de l'enzyme c-Jun N-terminal kinase (en) (JNK),,. À l'origine, il a été recherché pour le traitement du diabète mais le développement n'a pas été poursuivi pour cette application en raison des mauvais résultats des tests.
Par la suite, l'halicine a été identifié par des chercheurs en intelligence artificielle de la MIT Jameel Clinic en 2019 à l'aide d'une approche d'apprentissage profond in silico, comme un antibiotique probable à large spectre,. Cette probabilité a été vérifiée par des tests de culture cellulaire in vitro, suivis de tests in vivo sur des souris. Ce composé a montré une activité contre les souches pharmacorésistantes de Clostridioides difficile, Acinetobacter baumannii et Mycobacterium tuberculosis, avec un mécanisme d'action inhabituel impliquant la séquestration du fer à l'intérieur des  bactéries, ce qui interfère avec leur capacité à réguler correctement l'équilibre du pH à travers la membrane cellulaire. Comme il s'agit d'un mode d'action différent de celui de la plupart des antibiotiques, l'halicine a conservé son activité contre les souches bactériennes résistantes à de nombreux médicaments couramment utilisés.
Des études préliminaires suggèrent que l'halicine perturbe le gradient électrochimique à travers les membranes cellulaires des micro-organismes, entravant leur capacité à produire de l'ATP, nécessaire à leur survie. Face à ce type de mécanisme, il pourrait être difficile pour les bactéries de développer une résistance.